# Igal (Somogy)
Igal ist eine ungarische Stadt im Kreis Kaposvár im Komitat Somogy.

## Städtepartnerschaften
- Lipik, Kroatien (2011)
- Sâncrăieni, Rumänien (2005)

## Sehenswürdigkeiten
- Baumgartner-Haus (Baumgartner-ház)
- Friedhofskapelle (temetőkápolna)
- Kalvarienberg
- Römisch-katholische Kirche Szent Anna, erbaut 1756, Barock
- Weltkriegsdenkmal (világháborús emlékmű)

## Verkehr
In Igal treffen die Landstraße Nr. 6503 und Nr. 6505 aufeinander. Der nächstgelegene Bahnhof befindet sich westlich in Mernye.

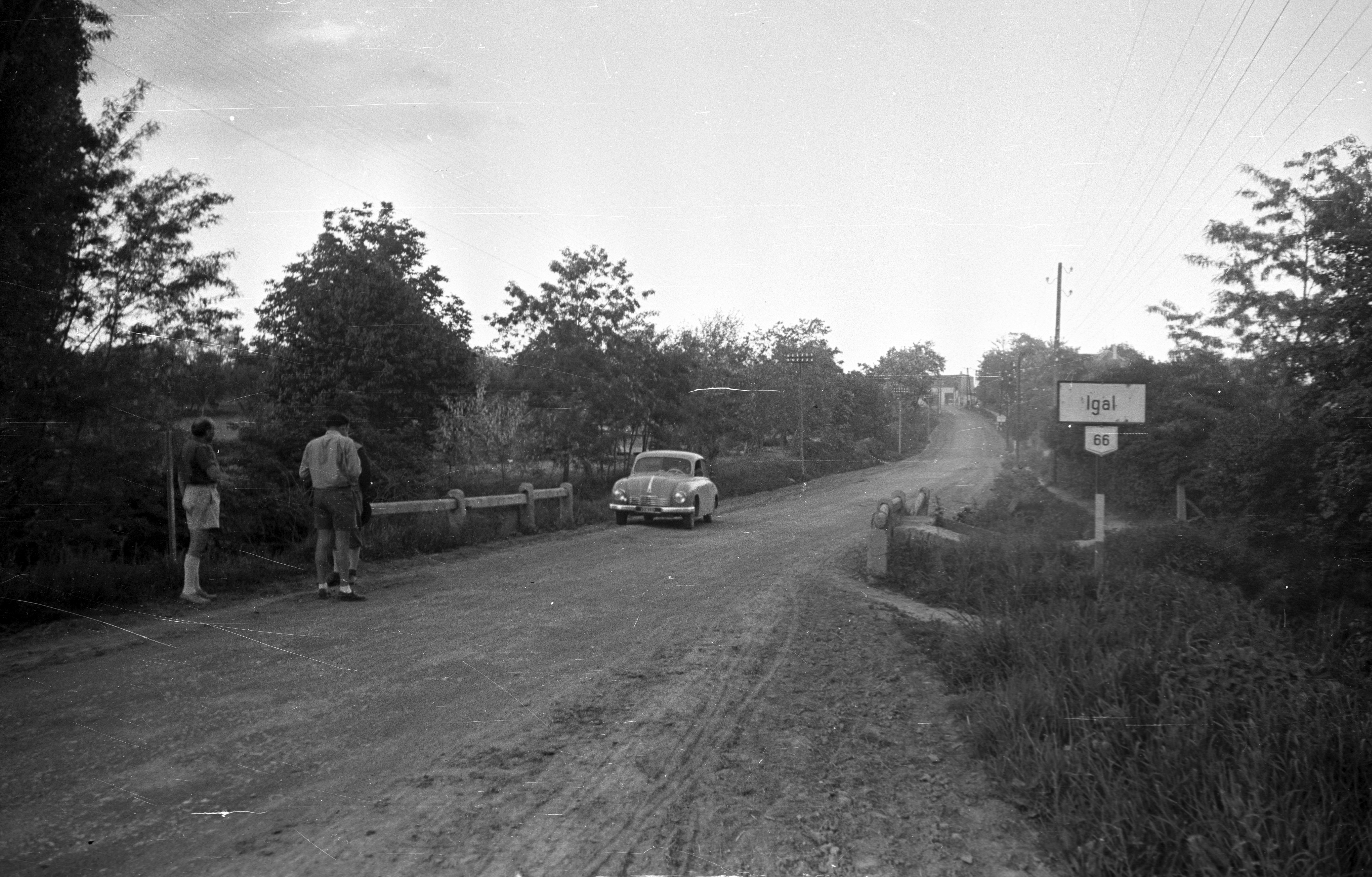
Ortseingang von Südwesten (1950)